# Змієголов
Змієголо́в (Channa) — рід прісноводних лабіринтових риб родини Змієголові (Channidae).
Колишня таксономія родини визнавала два роди: Channa  Scopoli, 1777 та Ophicephalus  Bloch, 1793, представники яких визначалися відповідно за наявністю або відсутністю черевних плавців. За сучасною таксономією назва Ophicephalus вважається синонімом Channa, а поділ за ознакою наявності або відсутності черевних плавців був визнаний безпідставним. Проте назва Ophicephalus, яка широко використовувалась у минулому, дала цим рибам просторічні назви різними мовами: змієголов, англ. Snakehead, нім. Schlangenkopf тощо, від дав.-гр. οφις («змія») та дав.-гр. κεφαλή («голова»). Ця назва стосується характерної форми голови цих риб, що нагадує зміїну.

## Опис
Представники роду мають певною мірою моторошний вигляд, оскільки своєю сплощеною з великими лусками головою нагадують змію. Різні види демонструють широкий діапазон розмірів, від 8 см стандартної (без хвостового плавця) довжини в Channa burmanica до 183 см загальної довжини в Channa marulius.
Тіло дуже довге, майже циліндричне спереду, ззаду трохи стиснуте з боків, слизьке.
Голова велика, округла спереду, із глибоко вирізаним ротом, нижня щелепа довша за верхню. Рот великий, з добре розвиненими зубами, розташованими на обох щелепах, лемеші та піднебінні. Передні ніздрі трубчасті, розташовані біля щелепи; задні ніздрі знаходиться біля ока. Очі помірного розміру, розташовані на відстані одне від одного, але досить високо. Зяброві кришки вільно рухаються, залишаючи відкритою велику щілину.
Зяброві структури пов'язують змієголовів із лабіринтовими рибами, але в представників роду Channa вони значно простіші. Є додаткова надзяброва порожнина, але лабіринтовий орган відсутній. Камера відкривається в глотку через інгаляційні отвори. Два пластинчастих відростки зябрових дуг пронизані кровоносними судинами.
Спинний та анальний плавці з довгою основою, перший розтягнутий майже на всю довжину тіла, другий поширюється від відхідника майже до самого хвоста. Обидва вони практично однакової висоти, позаду трохи вищі, ніж спереду. Хвостовий плавець округлий. Грудні плавці також округлі, посаджені низько, коротші за голову. Черевні плавці розташовані близько до грудних, але менші за них. Кілька видів Channa не мають черевних плавців. Твердих променів (шипів) у плавцях немає.
Тіло та голова вкриті лусками. Луски на тілі помірного розміру, а на голові дуже великі й помітно відрізняється за формою.
Багато видів має яскраве забарвлення, в першу чергу це стосується молодих риб. З віком забарвлення сильно змінюється, зазвичай тьмяніє. Зміни забарвлення відбуваються також залежно від настрою риб.

## Розповсюдження
Рід має широке природне розповсюдження в межах Південної, Східної та Південно-Східної Азії, ареал тягнеться від Ірану на заході до Китаю на сході й від Сибіру та Далекого Сходу на півночі до Шрі-Ланки та Індонезії на півдні. Північною межею поширення змієголовів є басейн Амура.
Найбільше видове різноманіття зафіксоване в гірських районах північно-східної Індії та західної й північної М'янми, території, відомої як гаряча точка біорізноманіття Східних Гімалаїв (англ. Eastern Himalaya biodiversity hotspot, EHH) серед них велика кількість є ендеміками вузького діапазону.
Змієголови є помітним елементом іхтіофауни Південної та Південно-Східної Азії.
Більшість представників роду є тропічними або субтропічними рибами, деякі пристосувалися до помірного клімату, а Channa argus витримує температурний діапазон від 0 °C до 30 °C і може жити під кригою в північній частині свого ареалу (басейн річки Амур).

## Спосіб життя
Види роду Channa — це прісноводні риби, вони мають незначну толерантність до морської води.
Уподобання середовищ існування різняться залежно від конкретного виду. Більшість зустрічається в струмках і річках, нерідко в гірських. Інші живуть на болотах, рисових полях, у ставках і канавах. Є види (C. barca, C. aurantimaculata, C. stewartii, C. bleheri), що живуть у норах або ямах.
Змієголові володіють повітряним диханням і можуть витримувати умови гіпоксії. Надзяброві камери починають функціювати в них на юнацькій стадії розвитку. Після цього одні види починають облігатно (обов'язково), інші факультативно (за потреби) дихати повітрям, але таку здатність мають усі види. Якщо дорослі особини з числа першої групи видів не мають доступу до поверхні води, вони задихаються й тонуть.
Відомо, що змієголови, мають добовий ритм споживання кисню. Наприклад, у Channa marulius пік його поглинання припадає на ніч, у C. striata та C. gachua — на перші години ночі, у C. punctata — на сутінки. Ці ритми пов'язані із циклами відповідних болотних екосистем.
Змієголови дуже витривалі. Крім толерантності до вмісту кисню у воді, багато видів може протягом певного часу витримувати екстремальні температури або інші параметри води. Однак вони дуже вразливі до їхніх різких змін. Діапазон pH варіює залежно від виду, наприклад, Channa bankanensis надає перевагу дуже кислим водам з показником pH 2,8—3,8, а принаймні три види (C. gachua, C. punctata і C. striata) стійкі до широкого діапазону кислотності води, відомо, що вони виживали протягом 72 годин за показників pH від 4,25 до 9,4. В північних популяцій Channa argus взимку низькі температури спричиняють зниження метаболізму, а також потреби в кисні, що дозволяє рибам виживати під кригою.
Змієголови — хижі риби. В молодому віці вони харчуються личинками комах, дрібними ракоподібними та мальками інших риб. Дорослі особини шукають більшу здобич. Багато видів надають перевагу іншим рибам, хоча вони також можуть споживати ракоподібних, жаб, дрібних рептилій, змій, а іноді й птахів та гризунів. В умовах нестачі їжі змієголови стають канібалами й можуть їсти своїх дитинчат.
Молоді риби зазвичай тримаються групами, дорослі живуть парами або поодинці. Більшість змієголовів не є активними плавцями. тримаються переважно в середніх шарах води або сидять у засідці на дні. Активні рухи здійснюють лише переслідуючи здобич або ковтаючи повітря з поверхні. Змієголови здатні кидатися вперед з місця, для цього вони спочатку вигинають своє м'язисте тіло, а тоді швидко витягують його.
Деякі види змієголовів, користуючись своєю здатністю дихати повітрям, можуть здійснювати короткі сухопутні міграції. Це вони роблять за допомогою звивистих рухів тіла, схоже як змії. Найбільше схильні до повзання суходолом види зі сплюснутим черевом, наприклад, C. asiatica, C. gachua, C. micropeltes, C. melasoma, C. nox, C. orientalis, C. striata. Але й великі C. micropeltes здатні повзати по сухій або вологій землі, хоча їхнє просування є повільним. Натомість змієголови з округлим тілом (наприклад, C. argus, C. lucius і C. maculata) мають дуже обмежену здатність пересуватися суходолом.
Крім того, змієголови можуть від 2 до 4 днів залишатися живими поза водою, якщо їхня шкіра буде вологою. Деякі види, особливо C. striata, можуть закопуватись у мул, щоб пережити посуху. Відомо, що змієголови виділяють слиз, який допомагає зменшити висихання та полегшує шкірне дихання. Однак на сонці вони вже за кілька хвилин опиняються в стані шоку й протягом декількох годин гинуть.
В літературі немає конкретної інформації про тривалість життя змієголовів, але великі види живуть доволі довго. Повідомлялося, що більшість великих змієголовів досягають статевої зрілості через 2 роки життя, після чого ріст сповільнюється, але плідність зростає. Менші види, що належать до комплексу видів C. gachua та C. orientalis, можуть жити не більше кількох років.

## Розмноження
Існує брак інформації про репродуктивну біологію багатьох видів.
Нерест окремих видів відбувається в основному в літні місяці (з червня по серпень), але принаймні у двох групах (комплекси видів Channa striata та C. punctata) риби можуть відкладати ікру протягом цілого року. Деякі види нерестяться по два-три, а то й більше разів на рік. Є навіть повідомлення, що самки C. argus здатні нереститися п'ять разів на рік.
Є кілька повідомлень про те, що коли в змієголовів утворюється пара, вони залишаються моногамними протягом всього сезону нересту, а, можливо, й довше, але це може не бути загальним правилом для всіх видів.
Серед представників роду можна спостерігати дві різні стратегії розмноження. Більшість видів відкладає ікру, що спливає на поверхню, й там батьки охороняють її. Попередньо риби будують гнізда на поверхні води, вони розчищають кругову територію від водної рослинності й часто сплітають видалену рослинність навколо цієї ділянки. В результаті утворюється вертикальний стовп води, оточений рослинністю. Channa punctata навіть влаштовує продумані тунелі крізь рослинність, що ведуть до колони гнізда. Ікра відкладається в товщі води й завдяки наявності великої жирової кульки спливає на поверхню.
Деякі представники роду інкубують ікру в роті, цим займаються самці. До цієї групи належать Channa andrao, C. aurantimaculata, C. gachua, C. harcourtbutleri, C. kelaartii, C. limbata, C. lipor, C. orientalis, C. quinquefasciata, C. rubora, C. rakhinica, C. pyrophthalmus, C. stewartii. Всі вони є членами групи видів Gachua.
Під час спаровування самець обплітає своїм тілом тіло самки, при цьому вивільняється й запліднюється ікра. Ікринки дрібні, їхній розмір, залежно від виду, коливається в межах від приблизно 1 мм до трохи більше 2 мм у перетині.
Існує обмежена інформація про плідність змієголовів. Види, що інкубують ікру в роті, відкладають менше ікри. Наприклад, такі дрібні види як Channa gachua та C. orientalis, коли досягають статевої зрілості, відкладають лише близько 20 ікринок, згодом це число зростає до 200 штук. Більші види відкладають за один нерест значно більше ікри, причому плідність збільшується зі збільшенням довжини тіла. Була зафіксована плідність 23—26 тис. ікринок для C. striata, 22—115 тис. ікринок для C. argus, C. marulius може відкладати до 40 тис. ікринок.
Час розвитку ікри залежить від температури води і, менше, від виду. Наприклад, у Channa punctata за температури 16—26 °C мальки вилуплюються за 54 години, а за температури 28—33°C — за 30 годин. Мальки, що тільки-но вилупилися, залежно від виду, мають довжину 3,0-3,5 мм.
Один або двоє батьків енергійно охороняють своє потомство. Іноді представники найбільшого виду C. micropeltes навіть завдають серйозних травм людям, які наближаються до їхнього виводка.
Після резорбції жовтка мальки змієголовів починають харчуватися зоопланктоном або фітопланктоном. Зазвичай, поки вони не досягнуть ранньої юнацької стадії й зможуть самостійно подбати про себе, малята тримаються разом і перебувають під охороною батьків. У ряді видів групи Gachua самки підгодовують мальків незаплідненими трофічними ікринками. Зі зростанням раціон харчування змінюється, мальки переходять на дрібних ракоподібних і комах, особливо личинок комах. Молодь тримається зграєю.

## Класифікація
Таксономія та номенклатура Channidae загалом є складною й наповнена плутаниною. Кількість описаних видів змієголовів приблизно вдвічі перевищує кількість видів, визнаних дійсними. Така ситуація пояснюється, по перше, великою кількістю синонімів, що походять з ранніх періодів іхтіологічних досліджень, коли бракувало системних і масштабних оглядів, а види описувалися на основі невеликої кількості зразків. Є також близько 20 назв, які не можуть бути пов'язані із жодним дійсним таксоном. По друге, для цих риб характерними є разючі зміни забарвлення в ході онтогенезу, через що часто молодь та дорослі особини описувались як різні види. По третє, історично спостерігалося чергування тенденцій до об'єднання або розділення видів, видові комплекси інтерпретувалися дуже по-різному.
Крім того, багато нових видів було описано з початку XXI ст., цей процес продовжується й досі. Здебільшого це пов'язане з відкриттям видів з обмеженим ареалом, наприклад, ендеміків гарячої точки біорізноманіття Східних Гімалаїв або ж із тим фактом, що кілька широко розповсюджених видів (наприклад, C. bankanensis, C. lucius, C. striata, C. gachua) демонструють глибокий генетичний поділ між географічно чітко визначеними лініями. Найбільша кількість помилкових ідентифікацій стосується особин Channa gachua з Індії, які визнавалися C. orientalis.
Через існування видових комплексів, зокрема C. gachua, C. marulius, C. punctata і C. striata, точна ідентифікація на видовому рівні за допомогою лише традиційного морфологічного підходу буває надзвичайно складною. З початку XXI ст. було проведено кілька досліджень з молекулярної біології та філогенетики роду Channa, які допомогли розв'язати ряд таксономічних проблем. Створення бібліотеки штрих-кодів ДНК на основі послідовностей COX1 змієголовів дозволило вирішити частину плутанини в класифікації змієголовів. Також філогенетичні дослідження показали ймовірність існування ще неописаних видів.
Станом на середину 2025 року рід Channa включав такі види:
- Channa amphibeus (McClelland, 1845)
- Channa andrao(інші мови) Britz(інші мови), 2013
- Channa ara(інші мови) (Deraniyagala, 1945)
- Channa argus (Cantor(інші мови), 1842)
- Channa aristonei Praveenraj, Thackeray, Singh, Uma, Moulitharan & Mukhim, 2020
- Channa asiatica (Linnaeus, 1758)
- Channa aurantimaculata(інші мови) Musikasinthorn(інші мови), 2000
- Channa aurantipectoralis(інші мови) Lalhlimpuia(інші мови), Lalronunga(інші мови) & Lalramliana(інші мови), 2016
- Channa auroflammea(інші мови) Adamson, Britz & Lieng, 2019[7]
- Channa aurolineata(інші мови) (Day(інші мови), 1870)
- Channa bankanensis(інші мови) (Bleeker, 1853)
- Channa baramensis(інші мови) (Steindachner, 1901)
- Channa barca(інші мови) (Hamilton, 1822)
- Channa bipuli(інші мови) Praveenraj(інші мови), Uma(інші мови), Moulitharan(інші мови) & Bleher(інші мови), 2018
- Channa bleheri(інші мови) Vierke(інші мови), 1991
- Channa brunnea(інші мови) Praveenraj, Uma, Moulitharan & Kannan(інші мови), 2019
- Channa burmanica(інші мови) Chaudhuri(інші мови), 1919
- Channa coccinea Britz, Tan & Rüber, 2024
- Channa cyanospilos(інші мови) (Bleeker, 1853)
- Channa diplogramma(інші мови) (Day, 1865)
- Channa gachua(інші мови) (Hamilton, 1822)
- Channa harcourtbutleri(інші мови) (Annandale(інші мови), 1918)
- Channa hoaluensis(інші мови) Nguyen, 2011
- Channa kachina Endruweit(інші мови), 2024
- Channa kelaartii(інші мови) (Günther, 1861)
- Channa limbata(інші мови) (Cuvier, 1831)
- Channa lipor Praveenraj, Uma, Moulitharan & Singh, 2019[8]
- Channa longistomata(інші мови) Nguyen, Nguyen & Nguyen 2012
- Channa lucius(інші мови) (Cuvier, 1831)
- Channa maculata(інші мови) (Lacépède, 1801)
- Channa marulioides(інші мови) (Bleeker, 1851)
- Channa marulius(інші мови) (Hamilton, 1822)
- Channa melanoptera(інші мови) (Bleeker, 1855)
- Channa melanostigma(інші мови) Geetakumari(інші мови) & Vishwanath(інші мови), 2011
- Channa melasoma(інші мови) (Bleeker, 1851)
- Channa micropeltes(інші мови) (Cuvier, 1831)
- Channa ninhbinhensis(інші мови) Nguyen, 2011[9]
- Channa nachi(інші мови) Praveenraj & Moulitharan, 2025
- Channa nox Zhang(інші мови), Musikasinthorn & Watanabe(інші мови), 2002
- Channa orientalis Bloch & Schneider, 1801
- Channa ornatipinnis(інші мови) Britz, 2008
- Channa panaw(інші мови) Musikasinthorn, 1998
- Channa pardalis(інші мови) Knight(інші мови), 2016
- Channa pleurophthalma(інші мови) (Bleeker, 1851)
- Channa pomanensis(інші мови) Gurumayum & Tamang, 2016
- Channa pseudomarulius(інші мови) (Günther, 1861)
- Channa pulchra(інші мови) Britz, 2007
- Channa punctata(інші мови) (Bloch, 1793)
- Channa pyrophthalmus Britz, Tan & Rüber, 2024
- Channa quinquefasciata(інші мови) Praveenraj, Uma, Knight, Moulitharan, Balasubramanian, Bineesh & Bleher, 2018
- Channa rakhinica Britz, Tan & Rüber, 2024
- Channa rara Britz, Dahanukar, Anoop & Ali, 2019
- Channa rubora(інші мови) Britz, Tan & Rüber, 2024
- Channa shingon(інші мови) Endruweit, 2017
- Channa stewartii(інші мови) (Playfair(інші мови), 1867)
- Channa stiktos(інші мови) Lalramliana, Knight, Lalhlimpuia & Singh, 2018
- Channa striata(інші мови) (Bloch, 1793)

Ще одним результатом філогенетичних досліджень став поділ роду Channa на кілька груп видів: Argus, Asiatica, Gachua, Lucius, Marulius, Micropeltes, Punctata та Striata.
Клада, що складається з груп Micropeltes і Lucius, вважається сестринською групою для решти видів Channa. Група Micropeltes включає C. micropeltes з Південно-Східної Азії, ендеміка Західних Гатів C. diplogramma та вид C. pleurophthalma, поширений на Суматрі й Калімантані. Всі ці види досягають великих розмірів (60–120 см) і зустрічаються переважно в річках. Вони мають струнке веретеноподібне тіло та порівняно вузьку голову. Група Lucius складається з двох видів середнього розміру (20–40 см), які населяють струмки, озера та болота в лісистих районах Південно-Східної Азії й виявляють сильну схожість у забарвленні з африканськими P. insignis і P. obscura. C. bankanensis є ендеміком торф'яних болотних лісів Сундаленду, водиться в дуже м'яких і сильно кислих чорних водах. C. lucius зустрічається від басейну Салуїну в М'янмі на заході до басейну Меконгу на сході й далі на південь, включно із Сундалендом.
Інша клада складається з груп Asiatica та Argus, вона є сестринською для інших чотирьох груп видів. Група Asiatica включає два види середнього розміру без черевних плавців (C. asiatica та C. nox). Два великих види (C. argus і C. maculata) утворюють північну кладу Argus. Вони поширені від північного В'єтнаму та південно-східного Китаю до басейну Амуру в Росії. В літературі ці види плутали й продовжують плутати між собою, ситуація додатково ускладнюється появою їхніх гібридів, отриманих в аквакультурі.
Клада, що складається з груп Marulius і Striata, була визначена як сестринська група для груп Punctata та Gachua. Група Marulius включає щонайменше шість великих видів (60–120 см, C. marulius, C. auroflammea, C. aurolineata, C. marulioides, C. melanoptera, C. pseudomarulius), які зустрічаються у великих річках, озерах та водосховищах у басейні Інду в Пакистані, по всій Індії, а також у Шрі-Ланці, М'янмі, Індокитаї та Сундаленді. 2020 року був описаний ще один виді цієї групи — C. ara зі Шрі-Ланки. Характерними ознаками змієголовів групи Marulius є наявність плями у вигляді ока на верхній частині хвостового плавця та кількох великих чорних плям на тілі, а ще численних білих цяточок або рисок на лусках. Група Striata складається з чотирьох великих видів (C. striata, C. melasoma, C. baramensis, C. cyanospilos), які можуть досягати 100 см завдовжки. Вони поширені від басейну Інду через Індію, Шрі-Ланку, М'янму на схід до В'єтнаму та південного Китаю та на південь до Сундаленду. C. melasoma населяє болота з кислою водою та темні, забарвлені таніном води, C. bankanensis також є стенотопним чорноводним видом, що населяє торф'яні болотні ліси. Широко розповсюджений вид C. striata вважається комплексом видів. Інші два види, C. baramensis з острова Калімантан і C. cyanospilos з острова Суматра, морфологічно подібні до C. melasoma й мешкають у схожих місцях існування.
Сестринські зв'язки були виявлені також між групами Punctata та Gachua. Перша складається з двох невеликих видів (C. punctata, C. panaw), що поширені від басейну Інду на заході через Індію та Шрі-Ланку до М'янми на сході. Вони водяться в мілководних низинних водоймах, відкритих для сонця, це можуть бути ставки, рисові поля, дельти річок. Хоча C. punctata демонструє широке розповсюдження, між її географічно віддаленими популяціями Індії та М'янми спостерігаються зовсім незначні відмінності. Група Gachua є найбільшою, вона, зокрема, включає такі види: C. amphibeus, C. andrao, C. aristonei, C. aurantimaculata, C. aurantipectoralis, C. barca, C. bipuli, C. bleheri, C. brahmacharyi, C. brunnea, C. burmanica, C. coccinea, C. gachua, C. harcourtbutleri, C. kelaartii, C. limbata, C. lipor, C. melanostigma, C. orientalis, C. ornatipinnis, C. pardalis, C. pomanensis, C. pulchra, C. quinquefasciata, C. rakhinica, C. rara, C. royi, C. rubora, C. stewartii, C. stiktos. Це риби переважно малого або середнього розміру (10—25 см стандартної довжини), хоча деякі, наприклад, C. barca і C. aurantimaculata, можуть досягати 40—90 см стандартної довжини. Група Gachua має широкий ареал у південній Азії, від східного Ірану, через Індію та Шрі-Ланку, М'янму, Сінгапур до Яви та Тайваню. При цьому всі види демонструють мінімальні морфологічні відмінності. Найбільше їхнє різноманіття зафіксоване в гарячій точці біорізноманіття Східних Гімалаїв, майже 40 % видів групи Gachua, є ендеміками цього регіону.

## Скам'янілості
Найдавніші викопні рештки змієголовів відомі з формації Кулдана (англ. Kuldana Formation) на північному сході Пакистану. Вони датуються добою раннього еоцену (Лютецький ярус, 41,2-47,8 млн років тому). Скам'янілі кістки черепа змієголовів були виявлені в річкових відкладеннях у горах Шивалік (штат Гімачал-Прадеш на півночі Індії). Поділ роду Channa на 7 основних ліній (групи видів) відбувся в олігоцені — ранньому міоцені, приблизно 18–30 млн років тому.
На основі скам'янілостей раннього пліоцену були описані викопні Channa bhimachari, найближчим сучасним родичем якого є C. striata, C. gregoryi (родич C. marulius) та C. romeri (сучасних родичів не вдалося визначити). Скам'янілості кісток черепа змієголова з плейстоценових відкладень з Тринілу (центральна Ява) були описані як Ophicephalus palaeostriatus, цей викопний вид тісно пов'язаний із сучасним Channa striata.

## Значення
Рід Channa утворює комерційно важливу групу харчових і декоративних риб. Змієголови вже давно є важливим об'єктом рибальства, а в останні десятиліття XX ст. деякі види стали розводити в аквакультурі. З харчовою метою ці риби були інтродуковані в багатьох країнах за межами свого природного ареалу. Деякі види використовуються як хижаки для контролю щільності тиляпії в аквакультурі. Є важливим об'єктом міжнародної торгівлі рибами.

### Харчова риба
Змієголови є важливою харчовою рибою в Індії, Китаї та особливо в Південно-Східній Азії. Деяких з них виловлюють у значних кількостях для споживання. Рибалки ловлять змієголовів на гачок і волосінь, пастки, зяброві сітки або неводи. Крім того, дрібні види, наприклад, C. gachua іноді використовують як наживку для лову більших змієголовів. Деякі змієголови, особливо C. striata, можуть зариватися в мул під час посухи. Рибалки в Таїланді знають про цю звичку й у цей час саме там шукають рибу.
Об'єктами активного промислу є C. argus, C. asiatica, C. lucius, C. maculata, C. marulius, C. micropeltes, C. orientalis, C. pleurophthalma, C. punctata, C. stewartii, C. striata. Крім того, C. argus, C. maculata і C. striata промислово виловлюються в більшості районів, де ці види були інтродуковані.
Змієголови здатні дихати повітрям і можуть залишатися живими поза водою протягом тривалого часу, якщо їх тримати вологими. Це полегшує транспортування цих риб на віддалені ринки для продажу живими. В Китаї продавці тримають їх у відрах, за бажанням покупця, розрізають і продають шматочками. Змієголови мають тверде м'ясо без запаху, яке дуже подобається місцевим жителям.
У Південно-Східній Азії базари часто переповнені змієголовами. В Таїланді всі види місцевих змієголовів вживаються в їжу, але головним серед них є Channa striata. В Малайзії також дуже цінується C. striata. Та й взагалі цей вид є важливою харчовою рибою в усьому його ареалі (вид поширений від Пакистану на схід до південного Китаю, включаючи Малайзію та Індонезію). На базарах Сінгапуру продають живими трьох найбільших місцевих змієголовів: C. lucius, C. micropeltes і C. striata. В Гонконг і Сінгапур змієголовів завозять з харчовою метою з Малайзії та Індонезії. C. marulioides продається свіжим і соленим та сушеним у Західному та Східному Калімантані (Індонезія). В Сінгапурі також продають свіже філе цієї риби. Навіть менші види, такі як C. gachua та C. melasoma, використовуються як їжа в деяких частинах Азії (наприклад, у М'янмі та на Шрі-Ланці). C. gachua також продається живою й подається в ресторанах у китайській провінції Юньнань. Починаючи з кінця XX ст., живих змієголовів як харчову рибу стали завозити до США, переважно з Китаю. Риб продають на етнічних базарах, а також у деяких ресторанах. Найпоширенішим видом тут є C. argus, далі йде C. maculata, доступна також C. marulius.
Змієголовів часто готують цілими, також використовують філе або стейки, рибу смажать, готують на пару, додають у суп. Деякі вважаються делікатесами, їх подають у висококласних ресторанах Калькутти, Бангкоку, Сінгапуру, Гонконгу та інших великих міст регіону, тримають тут живими в акваріумах, і клієнти самі можуть вибрати собі рибу. Водночас змієголови — це також їжа для бідних людей, адже їх легко спіймати. В Таїланді та Камбоджі надлишок улову часто висушують для зберігання й подальшого вживання у їжу. Змієголови також є однією з найпоширеніших складових рибних консервів у Таїланді, Камбоджі, В'єтнамі та інших країнах Південно-Східної Азії, де вони широко культивуються.

### Народна медицина
Представники роду Channa становлять також медичну цінність. Люди вірять, що здатність змієголовів залишатися живими поза водою протягом тривалого часу могла надати їм цілющі властивості. В Малайзії та Індонезії народна медицина рекомендує вживати в їжу місцевих змієголовів (C. striata, C. lucius, C. micropeltes) особам, що одужують після хвороб чи операцій або після пологів. З лікувальною метою рибу вбивають безпосередньо перед приготуванням, вважаючи, що цілющі властивості втрачаються, якщо це зробити раніше.
Вважається також, що олія з цієї риби сприяє загоєнню ран та рубців. Було з'ясовано, що тканини C. striata містять багато арахідонової кислоти, попередника простагландинів, а також амінокислот (особливо гліцину) і поліненасичених жирних кислот, необхідних для сприяння синтезу простагландинів, які й відіграють важливу роль у загоєння ран.

### Інтродукція
Те, що деякі представники роду є важливими харчовими рибами на значній частині Азії, стало основною причиною штучного розселення змієголовів далеко за межі їхніх рідних ареалів.
Channa striata є найпоширенішим видом змієголовів. Була зафіксована його інтродукція та утворення стійких популяцій в індонезійській частині острова Нова Гвінея, а також на багатьох тихоокеанських островах: Гуам, Фіджі, Нова Каледонія. Ця інтродукція була здійснена в рамках урядових програм, реалізованих у другій половині XIX ст. Також повідомлялося про інтродукцію C. striata в кінці XIX ст. на Мадагаскарі, Маврикії, Філіппінах, Гаваях (острів Оаху), в різних районах Індонезії, але її пов'язують з помилковою ідентифікацією C. maculata. За межами свого рідного ареалу C. maculata відома також на Тайвані, в кількох префектурах Японії.
C. asiatica була завезена на Тайвань і в південну Японію, мабуть, як харчова риба, C. melasoma з невідомої причини з'явилася на острові Палаван (Філіппіни). Незрозумілою є й причина появи маленького змієголова C. gachua (зазвичай згадується як C. orientalis) на Тайвані, на півдні Калімантану та в деяких інших районах Великих Зондських островів. Були повідомлення про інтродукцію C. punctata на півдні Мозамбіку, але згодом цей вид там щез.
Ще на початку 1900-х років північний змієголов Channa argus був завезений з північного Китаю до Японії й прижився в багатьох водоймах центральної та південної частини країни (острови Хоккайдо, Хонсю, Кюсю та Сікоку). В колишньому СРСР, починаючи з 1949 року, були спроби інтродукції C. argus з басейну Амуру в Московській області, на південному Уралі, в Україні, мальків з метою акліматизації відправили також до Чехословаччини; проте ці експерименти виявилися невдалими. На початку 1960-х років C. argus була завезена в басейн Аральського моря, де прижилася в річках Амудар'я, Сирдар'я та Кашкадар'я в Казахстані, Туркменістані й Узбекистані. В 1980-х цей вид додатково був інтродукований у річках Сарису, Чу, Талас. 1989 року у водосховищах річки Талас було видобуто 10 т цієї риби. Цікаво, що існують культурні відмінності у прийнятті використання інтродукованої C. argus як харчової риби. У межах свого природного ареалу в Китаї, Кореї та Південному Сибіру, а також в межах свого інтродукованого ареалу в Казахстані, Узбекистані та Туркменістані вид уважається бажаною харчовою рибою, на яку є попит. Натомість в Японії він не набув популярності в цьому плані.
Повідомлялося про присутність п'яти видів змієголовів у відкритих водоймах Сполучених Штатів Америки (Каліфорнія, Флорида, Гаваї, Мен, Меріленд, Массачусетс, Північна Кароліна, Род-Айленд і Вісконсин), три з яких (C. marulius, C. argus, C. maculata) утворили стійкі популяції. Вони могли бути навмисно інтродуковані для створення популяцій харчової риби або як новий об'єкт спортивного рибальства, або ж були випадково випущені з акваріумів.
Завдяки своїм природним якостям ці хижі й витривалі риби в нових для них середовищах існування виявляють себе як інвазійні види. Зокрема в США вони становлять загрозу місцевим екосистемам. Хижацтво змієголовів і конкуренція за харчові ресурси призводять до втрати місцевої іхтіофауни. Азійські продовольчі ринки (й пов'язана з ними потреба зберігати живу рибу в природних рибних ставках) були звинувачені в створенні інвазії. До цього додалися акваріумісти, які випускають своїх домашніх риб до місцевих водойм. З 2002 року в багатьох штатах США була введена заборона на імпорт і транспортування змієголовів. В Європі також потрібен дозвіл на ввезення C. argus, оскільки цей вид здатний процвітати в холодних водах континенту.

### Аквакультура
Змієголови мають репутацію витривалих риб, яких легко вирощувати, що зробило їх об'єктом аквакультури. Найважливішим і широко культивованим видом є Channa striata. Цього змієголова вирощують в Індії, Пакистані, Шрі-Ланці, Таїланді, Південному Китаї, Камбоджі, В'єтнамі, Малайзії, на Яві, на Філіппінах, Гаваях. Другим за значенням видом є Channa maculata, його культивують в Китаї, переважно в провінції Гуандун, де він є місцевим видом. Channa punctata є важливою харчовою рибою в Індії, тут її не лише промислово виловлюють, а й вирощують у ставках. Channa marulius культивується в Пакистані та Індії в ставках, на рисових полях і в зрошувальних канавах, де не живуть інші риби. В Індії цей вид вирощують у монокультурі, годують тиляпією. Channa micropeltes культивується як харчова риба у В'єтнамі, Малайзії, Таїланді та Камбоджі, часто в плавучих клітках. Молодняк C. micropeltes та C. marulius, що походить з рибницьких господарств, продається в торгівлі акваріумними рибами.
Channa argus є найважливішим змієголовом, який вирощують у Китаї та Кореї, тримають його у ставках, на рисових полях, у спеціальних водоймах. Цей вид експортують в інші країни, в тому числі в Канаду та Сполучені Штати, де він продається живим на деяких етнічних базарах та в ресторанах. До заборони в 2002 році C. argus вирощували також на трьох рибних фермах в Арканзасі (США).

### Утримання в акваріумі
Окремі види змієголовів мають яскраве забарвлення й цікаві візерунки на голові та тілі. Завдяки цьому вони присутні в торгівлі акваріумними рибами. Це кілька дрібних видів та яскраво забарвлена молодь деяких великих змієголовів. Вони помірно популярні серед аматорів у Японії та Європі, продаються також у Канаді та США.
Змієголови вже давно відомі в акваріумах. Зокрема, перші згадки про присутність цих риб у торгівлі акваріумними рибами в США датуються ще кінцем 1800-х — початком 1900-х років. Це дуже цікаві риби, проте через свій хижий характер, високу вартість та потребу в значних витратах, пов'язаних із годівлею вони не отримали широкої популярності. Інтерес до змієголовів зосереджений серед невеликої кількості серйозних колекціонерів і трохи більшої групи акваріумістів-аматорів, яким цікаво утримувати хижаків у себе вдома.
До числа представників роду, яких тримають в акваріумах, належать Channa asiatica, C. bleheri, C. gachua, C. marulioides, C. marulius, C. micropeltes, C. orientalis, C. pleurophthalma, C. punctata, C. stewartii та деякі інші.
Ті, хто випадково купував привабливо забарвлену молодь великих видів, як правило, згодом виявляв, що змієголови стають несумісними з іншими рибами (навіть убивають представників власного виду), потребують спеціального корму (бажано живого) й швидко переростають свої акваріуми. Нерідко це ставало причиною випуску «домашніх» змієголовів у природні водойми.
Для утримання цих риб потрібні великі акваріуми. Змієголовів тримають окремо, тому що вони поводяться агресивно й можуть з'їсти навіть порівняно великих риб. Акваріум щільно засаджують рослинами, він має бути структурований за допомогою каміння й корчів, містити достатньо схованок. Їдять представники роду Channa багато, й можуть виникати проблеми із забезпеченням їх відповідним живим кормом.
Розведення змієголовів у неволі не є проблемою, але нерестовище повинне бути просторим. Певні труднощі виникають лише із визначенням статі риб. Проте проблеми виникають із вирощуванням потомства. Зважаючи на високу плідність змієголовів, важко виростити хижу зграю в обмеженому просторі акваріуму й забезпечити її кормом. Також складно потім продати молодь цих не сильно популярних риб.

## Цікаві факти
Незвична природа змієголовів породила в різних країнах світу міфи та забобони, пов'язані з цими рибами. Деякі люди в М'янмі вірять, що один з місцевих видів змієголовів символізує людей, через їхні гріхи перетворених на рибу, і що, коли з'їсти таку рибу, можна перевтілитись у лева. В Індії деякі люди вірять, що змієголови під час мусону разом із дощем випадають з неба, хоча насправді риби просто вилазять із вологого мулу на дні висохлих у сухий сезон водойм, де вони досі переховувались.
Виявлення ряду видів змієголовів у внутрішніх водоймах США викликало неабиякий резонанс у місцевому суспільстві. Засоби масової інформації створили з них образ риби-монстра, яка з'їдає всю живність в одному озері, а потім переміщується суходолом до наступного, по дорозі полюючи на собак і дітей. Лунали заклики до висушування або повного отруєння водойм, де живуть змієголови, для запобігання їхньому подальшому поширенню. Натхненні шокуючою інформацією, режисери Голлівуду випустили кілька фільмів жахів на тему змієголовів: «Риба Франкенштейна» (англ. Frankenfish, 2004), «Прокляття мертвого озера» (англ. Snakehead Terror, 2004), Swarm of the Snakehead (2006), Snakehead Swamp (2014). National Geographic Channel змонтував трохи більш заснований на фактах документальний фільм «Вторгнення змієголовів» (англ. Invasion of the Snakeheads, 2007), у якому розповідається про Фішзіллу (англ. Fishzilla).

## Галерея

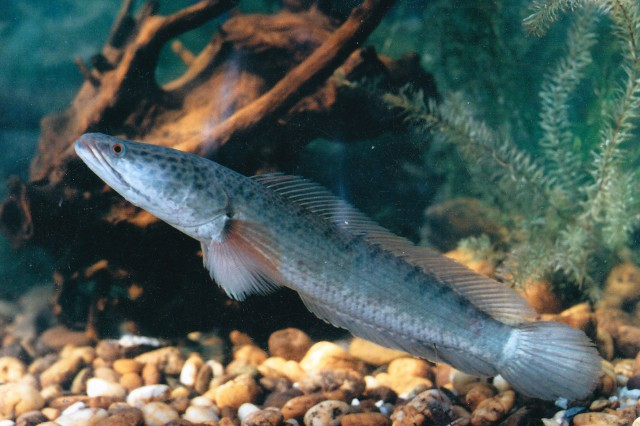
Channa striata(інші мови)
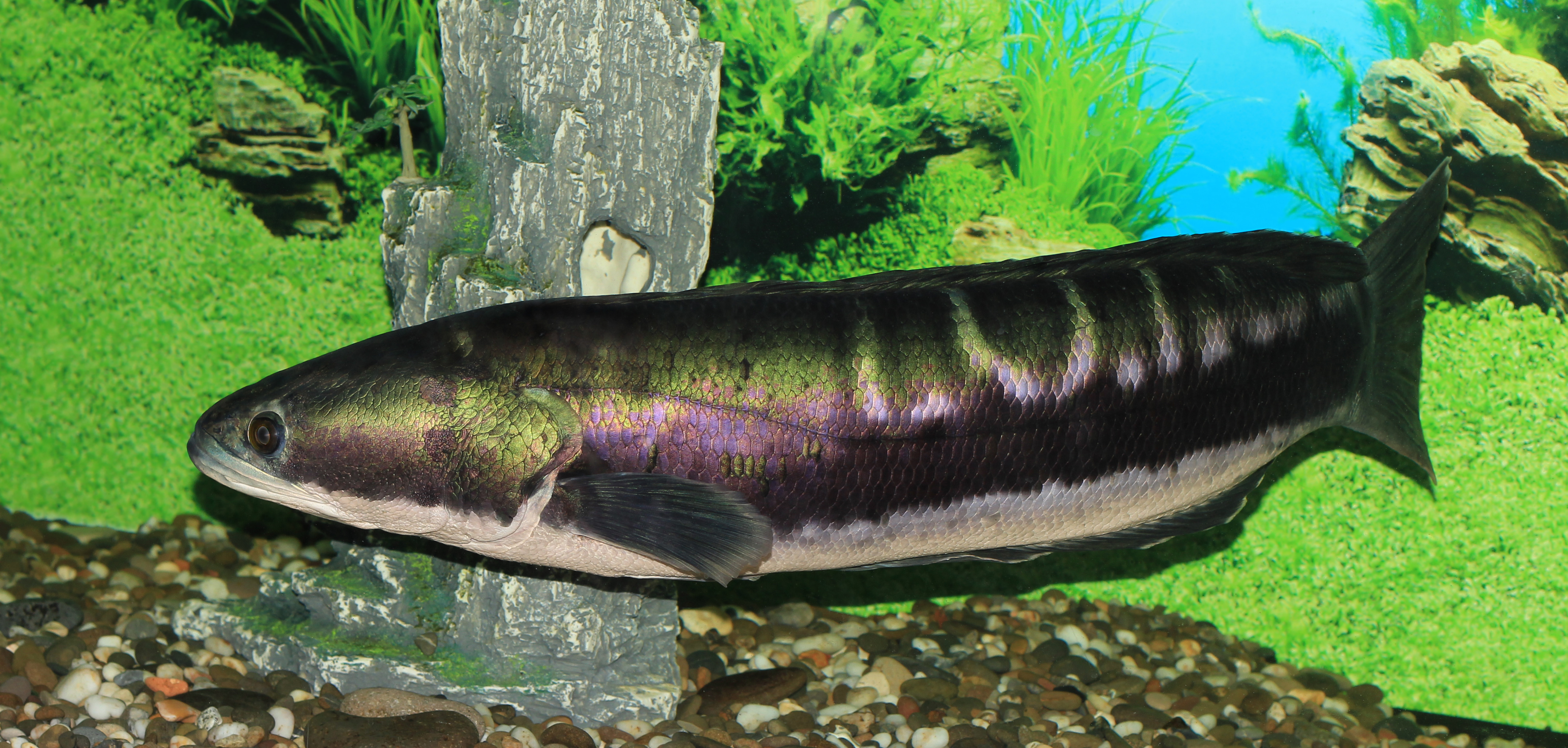
Channa micropeltes(інші мови)
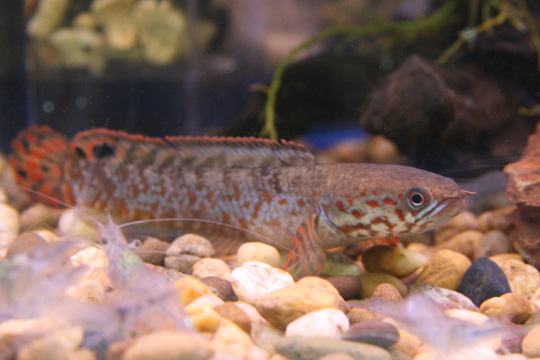
Channa bleheri(інші мови)
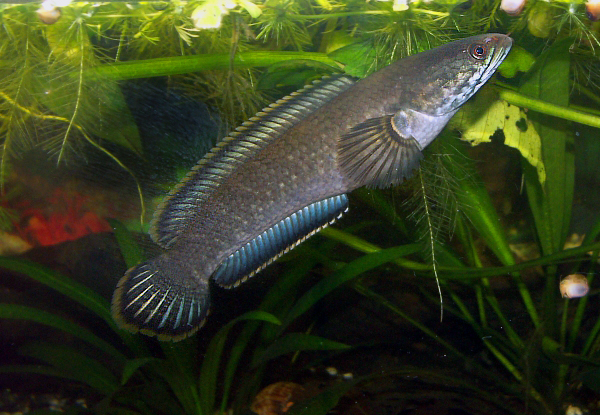
Channa gachua(інші мови)
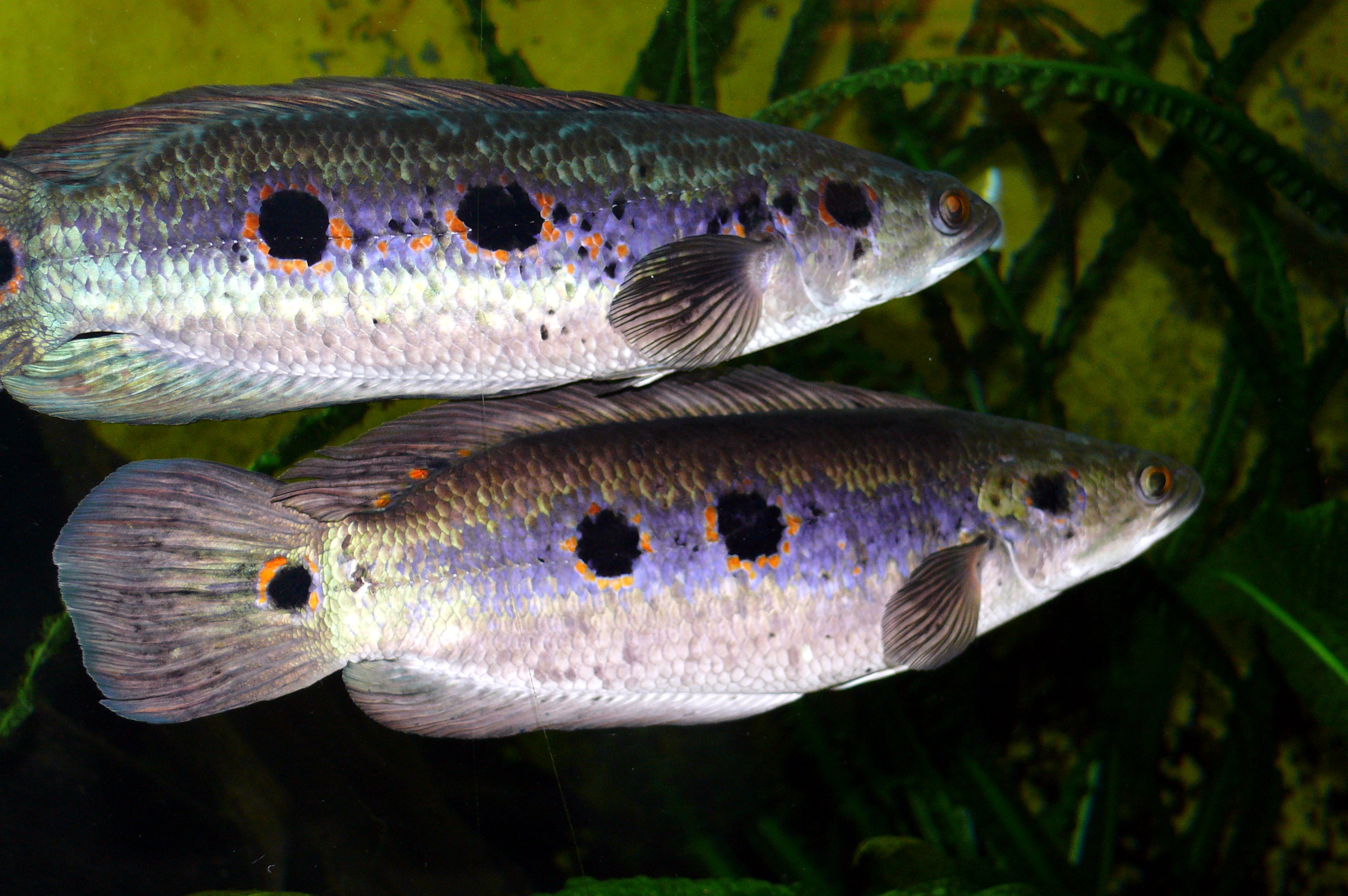
Channa pleurophthalma(інші мови)
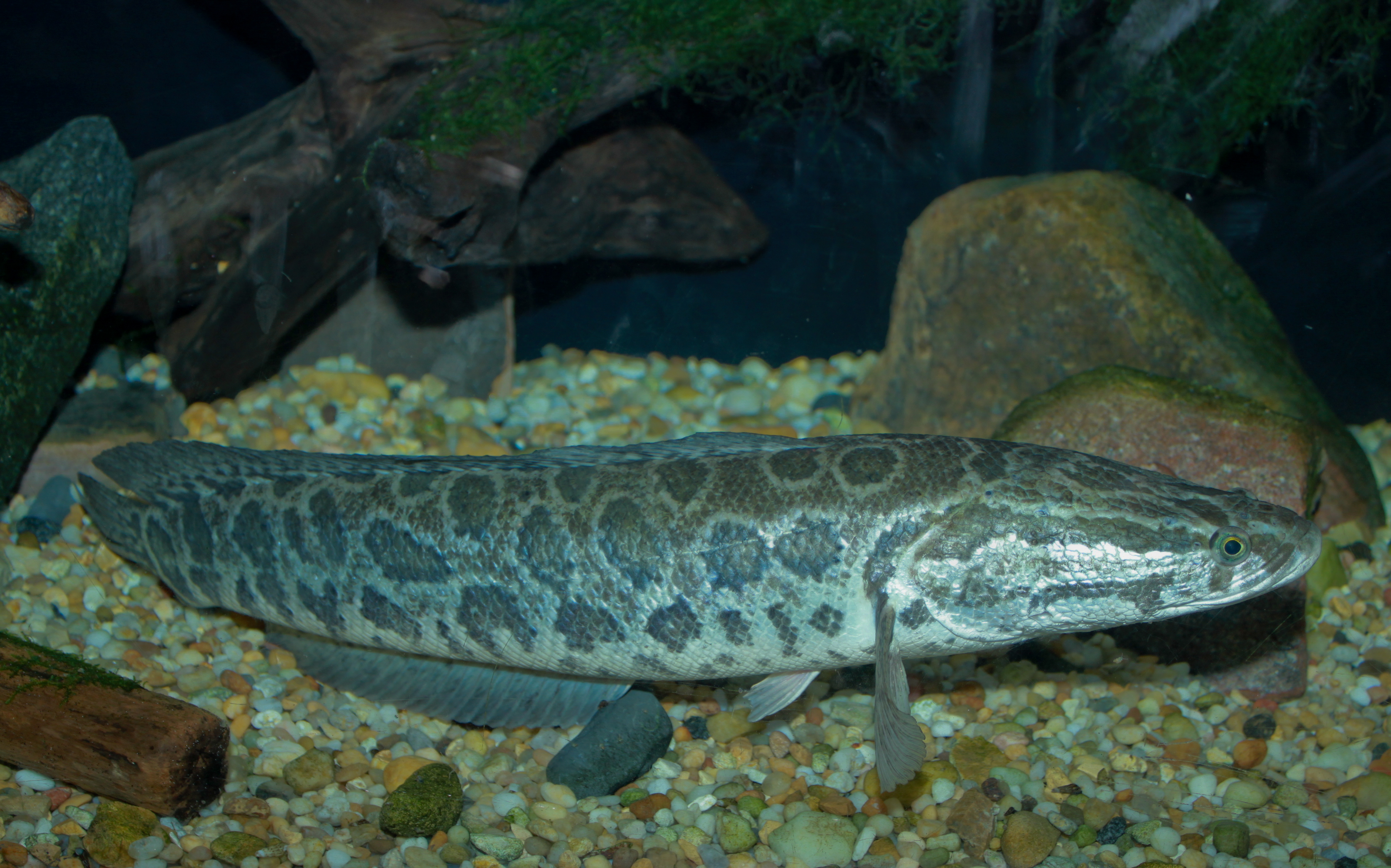
Channa argus